# San Bartolomé de Tirajana

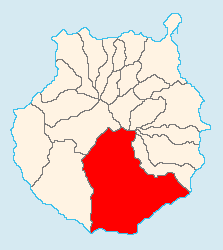
Localização de San Bartolomé de Tirajana

San Bartolomé de Tirajana é um município da Espanha na província de Las Palmas, comunidade autónoma das Canárias. Tem 333,13 km² de área e em 2021 tinha 53 066 habitantes (densidade: 159,3 hab./km²).

## Demografia
| Variação demográfica do município entre 1991 e 2004 | Variação demográfica do município entre 1991 e 2004 | Variação demográfica do município entre 1991 e 2004 | Variação demográfica do município entre 1991 e 2004 |
| --------------------------------------------------- | --------------------------------------------------- | --------------------------------------------------- | --------------------------------------------------- |
| 1991                                                | 1996                                                | 2001                                                | 2004                                                |
| 24451                                               | 35443                                               | 34515                                               | 44155                                               |

## Comunidades
- Aldea Blanca
- Castillo del Romeral
- Cercados de Espino
- Cercados de Araña
- Playa del Inglés
- San Agustín
- San Bartolomé de Tirajana (Tunte)
- San Fernando de Maspalomas
- Santa Águeda
- El Tablero

## Bairros
- Ayacata
- Ayagaures
- La Plata
- El Sequero Bajo
- La Culata
- Riscos Blancos
- Lomito de Taidía
- Taidía Alto
- Taidía
- Los Moriscos
- Agualatente
- La Montaña Alta
- La Montaña Baja
- Hoya Grande
- Perera
- El Trejo
- Ciudad de Lima
- Casas Blancas
- Sitios de Arriba
- Sitios de Abajo
- Artedara
- Fataga
- Guriete
- El São
- Las Crucitas
- El Matorral
- Juan Grande

| Noroeste: Tejeda    | Norte: Vega de San Mateo e Valsequillo | Nordeste: Agüimes              |
| Oeste: Mogán        | San Bartolomé de Tirajana              | Leste: Santa Lucía de Tirajana |
| Sudoeste: El Sauzal | Sul: Oceano Atlântico                  | Sudeste: Oceano Atlântico      |